# Цвиттер, Фран
Фран Цвиттер (словен. Fran Zwitter; 24 октября 1905, Bela Cerkev, Шмарьешке Топлице — 14 апреля 1988, Любляна) — словенский историк. Вместе с Милко Косом, Бого Графенауэром и Василием Меликом он считается соучредителем Люблянской школы историографии.

## Биография
Он родился в деревне Бела Черкев близ Ново-Места в тогдашнем герцогстве Карниола, Австро-Венгерской империи. Был сыном Даворина Цвиттера, каринтийского словенского судьи. Семья решила остаться в Королевстве Югославия после того, как Каринтийский плебисцит присвоил их родной регион Республике Австрии. Окончив гимназию в Ново-Месте, он поступил в Люблянский университет, где изучал историю и географию. Между 1926 и 1928 годами он учился также в Венском университете. С 1930 по 1932 года учился в Париже под руководством Альберта Матьеза. В период с 1932 по 1938 он преподавал в Люблянском классическом лицее. В 1938 году он стал профессором Люблянского университета.
В 1930-х годах он активно участвовал в общественной жизни, публикуя критические статьи в либеральных журналах, таких как «Sodobnost» и «Ljubljanski zvon». Вскоре после вторжения стран «оси» в Югославию в апреле 1941 года он присоединился к Фронту освобождения словенского народа. В мае того же года был арестован итальянскими оккупационными властями провинции Любляна, но вскоре был освобождён. В марте 1942 года его снова арестовали и отправили в лагерь интернированных в Априке, на итальянско–швейцарской границе. После итальянского перемирия он нашел путь в Словению, где присоединился к партизанскому сопротивлению. В период с января 1944 по март 1945 он организовал и руководил Научным институтом Исполнительного совета Освободительного фронта – уникального учреждения в оккупированной нацистами Европе. Институт в основном готовил документацию по пограничным вопросам и готовил экспертизы по югославским территориальным претензиям к Италии в Джулианском марше и к Австрии в Каринтии. В 1945 году он переехал в Белград, где работал экспертом по северо-западной границе в Министерстве иностранных дел.
После 1948 года он переехал в Любляну, где преподавал на кафедре истории Люблянского университета. В период с 1952 по 1954 он работал ректором университета. В 1953 году он стал членом словенской, а затем югославской (1961) и Сербской академии наук и искусств (1970). В период с 1975 по 1978 год он работал президентом издательства «Slovenska matica».
Первоначальным опытом Цвиттера была социальная история средневековых городов, но под влиянием его руководителя Альберта Матьеза он перешел к современной истории. Под влиянием французской школы «Анналов» он внедрил несколько методологических новшеств в исследовании демографической истории словенских земель. После Второй мировой войны он обратился к изучению вопросов национальности в Габсбургской империи.
Умер в Любляне в 1988 году и похоронен на кладбище в Бела Черкеве.
Его сын Матяж Цвиттер – врач, другой сын – Томаж Цвиттер – астроном, а дочь Аня Дулар – историк, библиотекарь и социальный антрополог.

## Главные работы
- Starejša kranjska mesta in meščanstvo . Любляна, 1929;
- Les originines de l'illyrisme politique et la création des Provinces illyriennes ("Истоки политического иллиризма и создания иллирийских провинций"). Дижон, 1933;
- Les problemes nationaux dans la monarchie des Habsbourg ("Национальные вопросы в монархии Габсбургов"), соавторство с Ярославом Шидаком и Вазо Богдановым. Белград, 1960;
- Die Kärntner Frage ("Каринтийский вопрос"). Клагенфурт, 1979;
- O slovenskem narodnem vprašanju ("К словенскому национальному вопросу"). Избранные статьи под редакцией Василия Мелика, Любляна, 1990.